# Lay Down
Lay Down wurde als Dreier-Single mit One Heart und Can You Feel It am 16. April 2010 als Download-Single von R.I.O. veröffentlicht. Sie ist auf den Alben Shine On (The Album), Sunshine, Turn This Club Around und Ready or Not enthalten.

## Mitwirkende
Lay Down wurde von Yann Pfeifer, Manuel Reuter und Adelmo Listorti komponiert und geschrieben. Das Lied wurde von Yanou und Manian produziert und über ihr eigenes Label Zooland Records als Dreier-Single veröffentlicht. Tony T. ist der Sänger des Songs. Instrumental sind es ausschließlich Synthesizerelemente, die von Manian und Yanou stammen.

## Versionen und Remixe
1. Radio Edit – 3:14
2. Extended Mix – 4:47